# Plaque arabique
Pour les articles homonymes, voir Arabie (homonymie).
La plaque arabique est une plaque tectonique de la lithosphère de la planète Terre. Sa superficie est de 0,12082 stéradians.
La plaque arabique résulte d'une fracturation de la plaque africaine. Elle faisait partie de la plaque africaine durant la majeure partie du Phanérozoïque (-542 millions d'années à nos jours) jusqu'à l'Éocène (-56 à -34 millions d'années), date à laquelle le rift de la mer Rouge s'est formé et a créé la mer Rouge et le golfe d'Aden.

## Déplacement
La plaque arabique se déplace vers le nord-est à une vitesse de 4,65 centimètres par an, ou encore à une vitesse de rotation de 1,1616° par million d'années selon un pôle eulérien situé à 59°66' de latitude nord et 33°19' de longitude ouest (référentiel : plaque pacifique).

## Étendue
La plaque arabique comprend principalement de la croûte continentale :
- la totalité de la péninsule Arabique et de la Mésopotamie et le sud-est de l'Anatolie ;
- l'est de la mer Rouge, y compris le bloc Danakil associé au continent africain.
- La croûte océanique comprend le nord du golfe d'Aden, le nord-ouest de la mer d'Arabie et une partie du golfe Persique.

## Frontières
La plaque arabique est majoritairement en contact avec des plaques continentales, par rapport auxquelles elle se déplace globalement vers le Nord-Nord-Est.
- Au sud-ouest, le contact avec la plaque africaine est principalement formé de la dorsale de la mer Rouge.
- Le contact à l'ouest se prolonge par la faille du Levant, remontant vers le nord.
- La plaque est au nord-ouest en contact continental convergeant avec la plaque anatolienne dans la région de l'Anatolie du sud-est, qui marque la limite entre la plaine d’Irak et de Syrie, et les Monts Taurus orientaux, qui font partie de l'Orogenèse alpine.
- Elle est en contact continental convergeant avec la plaque eurasienne, qui marque la limite entre la plaine de Mésopotamie et le Golfe Persique, et les monts Zagros qui font partie de l'Orogenèse alpine.
- Elle est en contact par des failles transformantes ou des convergences océaniques avec la plaque indienne.
- Au sud, la plaque arabique est en contact avec la plaque somalienne, par une dorsale océanique globalement divergente.

## Sources
- (en) Peter Bird, An updated digital model of plate boundaries, vol. 4, Geochemistry Geophysics Geosystems, 14 mars 2003 (DOI 10.1029/2001GC000252, Bibcode 2003GGG.....4.1027B, lire en ligne)
- (en) « Speed of the Continental Plates : An educational, fair use website », sur hypertextbook.com